# Musée d'art de Teshima
Le Musée d'art de Teshima (豊島美術館, Teshima Bijitsukan) est un musée situé sur l'île de Teshima dans la mer intérieure de Seto, dans la préfecture de Kagawa, au Japon. Il abrite une seule œuvre d'art,. Il est géré par la Fondation Benesse.
Le bâtiment du musée est constitué d'une coque en béton autoportante de 25 cm d'épaisseur, 40 mètres sur 60 et 4 mètres à son point le plus élevé. Il a été réalisé par Ryūe Nishizawa, l'architecte cofondateur de SANAA.
Il contient Matrix, une œuvre créée par la sculptrice Rei Naito.

## Voir également
- Musée d'Art de Chichū
- Projet artistique Inujima